# 19. Armee (Wehrmacht)
La 19ª Armata della Wehrmacht (in tedesco 19. Armee) fu un'armata dell'Esercito tedesco attiva durante la Seconda guerra mondiale che venne creata nel 1943 e fu impiegata sul fronte occidentale, dove fu distrutta nel maggio del 1945.

## Storia
L'armata fu costituita il 26 agosto 1943, ribattezzando l'LXXXIII. Armeekorps ed il suo compito era difendere l'intera costa mediterranea francese dal confine spagnolo a quello italiano. Dopo lo sbarco degli Alleati in Normandia, il 6 giugno 1944, dovette cedere le sue unità più forti alla 1. Armee, tra cui i reparti di cacciacarri che furono ritirati dalla 242. Infanterie-Division, 244. Infanterie-Division e 198. Infanterie-Division e trasferiti in Normandia, tuttavia Hitler ordinò all'armata di difendere la costa mediterranea da ogni sbarco nemico.
Quando gli Alleati sbarcarono nel sud della Francia, tra Tolone, Cannes e Nizza il 15 agosto 1944, le posizioni difensive tedesche erano poco presidiate; in totale l'armata contava solo 8 divisioni di fanteria e tra queste solo l'11. Panzer-Division era disponibile come forza combattente. Quando i paracadutisti alleati sbarcarono nella zona di Le Muy e si assicurarono l'area, l'armata non aveva riserve disponibili per combattere le forze aviotrasportate; alle 8 del mattino le forze americane e francesi sbarcarono sulla costa e riuscirono a sconfiggere gli occupanti tedeschi e per la sera del 15 agosto, alcune truppe alleate erano avanzate per 16 km verso l'interno. Solo la mattina del 16 agosto l'armata riuscì a lanciare un debole contrattacco con due battaglioni di fanteria e una divisione di artiglieria contro la zona di Le Muy, ma fu respinto. L'11. Panzer-Divsion, rimase bloccata sul Rodano perché l'aviazione alleata era riuscita a distruggere tutti i ponti sul fiume fino a Donzère, a 120 km di distanza. Alla 19. Armee fu quindi ordinato di ritirarsi attraverso la valle del Rodano il 16 agosto 1944. Il 19 agosto il LXXXV. Armeekorps stabilì una posizione tra la costa, il Durance, Marsiglia ed attorno ad Aix en Provence. Durante il resto del mese di agosto la 19. Armee continuò a ritirarsi, scontrandosi contro gli americani a Montélimar, Grenoble, Valence e La Coucourde. Il 30 agosto le ultime unità dell'armata riuscirono ad attraversare la Drôme ed il IV. Luftwaffen-Feld-Korps aveva stabilito una testa di ponte intorno a Lione, nel mentre le altre unità dell'armata avevano subito gravi perdite, combattendo contro gli americani a Digione. L'armata stabilì una posizione tra Besançon e Belfort, tuttavia l'8 settembre, Besançon cadde e la linea del Doubs dovette essere abbandonata. Solo l'11. Panzer-Divsion riuscì a mantenere le sue posizioni a L'Isle-sur-le-Doubs vicino a Blamont ed il LXIV. Armeekorps si spostò sulla linea tra Langres e Frétigney. L'armata combatté poi a Remiremont ed a Luneville, per poi ritirarsi tra Charmes, Epinal e Belfort, dove assunse una nuova posizione stabile.
Durante l'Operazione Nordwind del gennaio 1945, unità dell'armata presero parte ad un tentativo fallito di riconquistare Strasburgo, tuttavia con solo compiti di supporto. L'appoggio effettivo della 19. Armee consistette in un attacco dell'8 gennaio 1945 tra il Reno e l'Alsazia, verso Strasburgo, sezione del fronte controllata dagli americani e dai francesi. Le unità tedesche riuscirono a respingere tutte le forze francesi schierate a sud-est dell'Ill, tuttavia le forze francesi riuscirono a fermare l'attacco tedesco il 12 gennaio tra Benfeld e Erstein. L’obiettivo vero e proprio, Strasburgo, non è stato raggiunto e la testa di ponte in Alsazia fu distrutta nel giro di due settimane. I combattimenti di trincea sull'Alto Reno continuarono fino all'inizio di aprile 1945 e tra il 24 e 25 marzo furono sgombrate le teste di ponte a Spira e Germersheim.  Il 13 aprile iniziò l'attacco francese contro l'armata, che portò a penetrazioni profonde nella zona di Wildbad, Nagold, Rastatt, Bad Liebenzell, Enzklösterle, Haiterbach, Wildberg, Talheim, Altheim, Mötzingen, Calw, Herrenberg, Tübingen, Freudenstadt, Pforzheim e nella Foresta Nera, eliminando diverse divisioni. Dal 18 aprile furono in grado di avanzare con attacchi completi di carri armati fino a Herrenberg, Wurmlingen, Rottenburg e attraverso il Neckar, dove unità dell'armata respinsero gli attacchi a Unterjesingen. Il 19 aprile i francesi entrarono a Tubinga e Reutlingen. Nella zona del XVIII. SS-Armeekorps il nemico era avanzato fino a Emmendingen, Bad Peterstal, Kinzig e Herbolzheim. Il 22 aprile 1945 il fronte della 19. Armee era così frammentato che ogni speranza di raggruppare le forze sembrava disperata; alcune unità erano fuggite dalla zona di Stoccarda e distrutta nella zona del Giura Svevo e del Danubio Gli altri resti si ritirarono in massa nelle Alpi settentrionali nella zona del Vorarlberg/Tirolo, dove il 6 maggio si arrese.

## Ordine di battaglia
19. Armee 12 giugno 1944
- IV. Luftwaffen-Feld-Korps
- LXII. Armeekorps
- Armeekorps Kniess

19. Armee 16 ottobre 1944
- Generalkommando Dehner
- LXXXV. Armeekorps
- IV. Luftwaffen-Feld-Korps

19. Armee 15 novembre 1944
- LXIII. Armeekorps
- LXIV. Armeekorps

19. Armee 22 febbraio 1945
- LXIV. Armeekorps
- XVIII. SS-Armeekorps[1]

## Comandanti
- General der Infanterie Georg von Sodenstern (26 agosto 1943 - giugno 1944)
- General der Infanterie Friedrich Wiese (29 giugno 1944 - 15 dicembre 1944)
- General der Infanterie Siegfried Rasp (15 dicembre 1944 - 15 febbraio 1945)
- General der Infanterie Hermann Foertsch (15 febbraio 1945 - 28 febbraio 1945)
- General der Infanterie Hans von Obstfelder (1° marzo 1945 - 26 marzo 1945)
- General der Panzertruppen Erich Brandenberger (26 marzo 1945 - 6 maggio 1945)[1]